# Basilica di San Filippo Neri
La Basilica di San Filippo Neri è un edificio di culto cattolico nella città di Guadalajara, elevato al rango di basilica minore nel 1804.

## Storia
La Basilica di san Filippo Neri a Guadalajara, capitale dello stato messicano di Jalisco, ha le sue origini quando si decise di dare una sede fissa alla Congregazione dell'Oratorio di San Felipe Neri, giunta in tale città il 16 maggio 1679. In origine gli oratoriani di Guadalajara stavano con gli Oblati del Santuario di Nostra Signora della Solitudine, dove oggi si trova la Rotonda degli Illustri di Jalisco. Il 25 ottobre 1751 Ferdinando VI di Spagna approvò il trasferimento degli Oratoriani in Plaza de la Palma. La costruzione dell'oratorio iniziò nel 1752 e terminò nel 1802, essendo incaricato della sua costruzione Pedro José Ciprés. Gli oratoriani vi rimasero finché l'ordine fu soppresso il 2 agosto 1858 con decreto pontificio, rimanendo nelle mani delle Suore della Carità. Nel 1904 la Compagnia di Gesù acquistò l'oratorio e ricostruì il vecchio chiostro, oggi il Liceo Jalisco.